# Suzuki 250cc-racers 1961-1965
De Suzuki 250cc-racers 1961-1965 vormen een serie wegrace-motorfietsen die door het merk Suzuki werden ingezet in de jaren zestig.

## Voorgeschiedenis
Suzuki was zich al in de jaren vijftig bezig gaan houden met wedstrijden met motorfietsen. Aanvankelijk ging het hierbij om heuvelklim- en circuitwedstrijden op onverharde wegen op de flanken van de Asama vulkaan. Toen racete men nog onder de naam "Colleda". In 1960 was men voor het eerst naar Europa gereisd om met de 125 cc Colleda RT 60 deel te nemen aan de Isle of Man TT. De Colleda's bleken wel betrouwbaar, maar ook veel te traag. 

## 1961: Suzuki RV 61
In 1961 had men de naam Colleda laten vallen en met de 125 cc Suzuki RT 61 en de 250 cc Suzuki RV 61 nam het merk opnieuw deel aan de Isle of Man TT maar ook aan de TT van Assen. Hoewel men intussen de techniek van de roterende inlaten onder de knie had, werd het weer een grote teleurstelling. De RV 61 leverde zijn vermogen tussen 9.000 en 10.000 tpm en onder de 8.500 tpm was de motor onbruikbaar. Zes versnellingen waren voor een dergelijk smalle powerband onvoldoende en problemen met een slippende koppeling maakten het racen nog lastiger. Als de motor op bedrijfstemperatuur kwam begon hij over te slaan. 
Er ging best een groot team naar de Isle of Man TT van 1961: De Japanners huurden Paddy Driver, Alistair King en Hugh Anderson in omdat zij meer circuitkennis op de 60 km lange Snaefell Mountain Course hadden. Anderson bleek de snelste, maar hij werd toch slechts 10e, ruim 22 minuten achter winnaar Mike Hailwood met zijn Honda RC 162 en zelfs ruim 4 minuten achter Arthur Wheeler met zijn toen al verouderde Moto Guzzi Gambalunghino, die uit 1955 stamde. Driver en King vielen allebei uit. Michio Ichino werd 12e en Mitsuo Itoh en Sadao Masuda vielen ook uit. 
Suzuki ging nu ook naar de TT van Assen, maar ook dat werd geen succes. Ichino, Itoh en Matsumoto vielen alle drie uit. Suzuki trok daarna haar team terug naar Japan. 
De RV 61 was een vrij eenvoudig geconstrueerde motorfiets. Het was een luchtgekoelde eencilinder met een roterende inlaat, die 28 pk bij 9.000 tpm leverde.

## 1962: Suzuki RV 62
Eind 1961 hielp Suzuki de Oost-Duitse coureur Ernst Degner met zijn gezin naar het Westen te vluchten. Behalve een goed coureur was hij ook technicus en rechterhand van ingenieur Walter Kaaden, die bij MZ de tweetaktmotor had doorontwikkeld en de techniek van de expansie-uitlaat verfijnd had. Die techniek nam Degner mee naar Suzuki, en in de winter van 1961-1962 ging hij met de Japanse technici aan het werk om de Suzuki's sneller te maken.
De RV 62 profiteerde ook van de ontwikkelingen, en leverde waarschijnlijk al ca. 42 pk. De topsnelheid kwam op ca. 210 km/h te liggen, terwijl de RV 61 volgens fabrieksopgave slechts 190 km/h had gehaald, maar deze opgave was waarschijnlijk ruim hoger geschat dan de werkelijke topsnelheid. De motor was nu wel "vierkant" geworden. boring en slag bedroegen allebei 54 mm. De motor kende dezelfde problemen die ook de 125 cc Suzuki RT 61 achtervolgden: de big-endlagers gingen vaak stuk. Een succes werd de RV 62 dan ook niet. Er werden slechts een keer punten mee gescoord: Frank Perris werd 5e in de TT van Assen en eindigde als 20e in het wereldkampioenschap 250 cc. 

## 1963: Suzuki RZ 63
In 1963 bleef Suzuki bijna het hele seizoen weg bij de internationale 250cc-races. Terwijl het in de 50- en de 125cc-klasse goed ging (Hugh Anderson pakte beide wereldtitels), kwam men pas in de GP van Japan aan de start met een heel nieuwe 250cc-machine, die feitelijk was opgebouwd uit twee RT 63 tweecilinders. De boring/slagverhouding was dan ook identiek en deze RZ 63 leverde 50 pk. Er moest waterkoeling worden toegepast, maar die werkte nog volgens het thermosifon-principe. De mengsmering, die Suzuki tot dat moment gebruikt had, werd vervangen door smering met een oliepomp. De afstelling van de carburateurs gaf grote problemen en het frame had moeite het grote vermogen te verwerken. Bovendien was de wielbasis vrij lang doordat de cilinders achter elkaar stonden. Er werden geen punten gescoord en het optreden was dan uiteraard eenmalig, want de Japanse GP sloot het seizoen af.

## 1964: Suzuki RZ 64
Uiteraard werd de RZ 63 in de winter doorontwikkeld en bij aanvang van het seizoen 1964 was er al veel verbeterd. Het vermogen was ongeveer 4 pk hoger en er werd volstaan met slechts vijf versnellingen. Bert Schneider gebruikte de RZ 64 in de GP van Frankrijk, waar hij 3e werd. In de Ulster Grand Prix werd hij 6e en hij sloot het seizoen af als 13e. Hugh Anderson eindigde als 20e dankzij een 5e plaats in de Grand Prix van Spanje. Suzuki nam dus slechts aan enkele wedstrijden deel en daaruit blijkt dat men zich waar het de 250cc-racers betrof nog steeds bezighield met ontwikkeling.

## 1965: Suzuki RZ 64 en RZ 65
Feitelijk begon de ontwikkeling van de RZ 65 al gedurende het seizoen 1964, toen men al verbetering aan de RZ 64 begon aan te brengen. Om de lange wielbasis te verkleinen werden de cilinders dichter bij elkaar gezet, maar daarvoor moesten de inlaatschijven en inlaatpoorten elkaar overlappen. Nu werd voor de koeling een waterpomp gebruikt, die door de versnellingsbak werd aangedreven. De machine werd dus korter maar ook lichter en het vermogen steeg naar 58 pk. Suzuki kwam er echter pas in de 4e Grand Prix, die van Frankrijk, mee aan de start. Intussen scoorde Frank Perris ook nog punten met de RZ 64: In de GP van Amerika werd hij 3e en in de GP van Duitsland en de GP van Spanje 2e. In de GP van Frankrijk verscheen de RZ 65, maar hij was nog geen partij voor de Yamaha RD 56 en de Honda 3RC 164. In de Isle of Man TT werd Perris 3e, in Assen werd Yoshimi Katayama 4e, in België werden Katayama en Perris 4e en 5e. Daarna werden er in de volgende (vijf) GP's geen punten meer gescoord en Perris en Katayama sloten het seizoen 1965 af al 9e en 14e. 
Na het seizoen 1965 stopte Suzuki met de ontwikkeling van de 250cc-machines. De strijd tussen Yamaha en Honda was intussen zo ver opgelaaid dat Yamaha de viercilinder RD 05 en Honda de RC 165 zescilinder had ontwikkeld. Bovendien was men de 50 cc wereldtitel kwijtgeraakt in ook in de 125cc-klasse werd het moeilijker om weerstand te bieden tegen de vijfcilinder Honda RC 148.

## Technische gegevens
| Suzuki                 | RV 61                             | RV 62                             | RZ 63                             | RZ 64                             | RZ 65                             |
| ---------------------- | --------------------------------- | --------------------------------- | --------------------------------- | --------------------------------- | --------------------------------- |
| Periode                | 1961                              | 1962                              | 1963                              | 1964-1965                         | 1965                              |
| Categorie              | fabrieksracer                     | fabrieksracer                     | fabrieksracer                     | fabrieksracer                     | fabrieksracer                     |
| Motortype              | tweetakt                          | tweetakt                          | tweetakt                          | tweetakt                          | tweetakt                          |
| Bouwwijze              | tweecilinder                      | tweecilinder                      | square four                       | square four                       | square four                       |
| Koeling                | lucht                             | lucht                             | water                             | water                             | water                             |
| Boring                 | 56 mm                             | 54 mm                             | 43 mm                             | 43 mm                             | 43 mm                             |
| Slag                   | 50,5 mm                           | 54 mm                             | 42,6 mm                           | 42,6 mm                           | 42,6 mm                           |
| Cilinderinhoud         | 248,8 cc                          | 247,3 cc                          | 247,5 cc                          | 247,5 cc                          | 247,5 cc                          |
| Compressieverhouding   | 8,8:1                             | 9:1                               | 8,8:1                             | 8,8:1                             | onbekend                          |
| Brandstoftoevoer       | roterende inlaten                 | roterende inlaten                 | roterende inlaten                 | roterende inlaten                 | roterende inlaten                 |
| Max. Vermogen          | 28 pk (20,6 kW) bij 9.000 tpm     | 42 pk (30,1 kW) bij 11.000 tpm    | 50 pk (36,8 kW) bij 12.500 tpm    | 54 pk (39,7 kW) bij 12.500 tpm    | 58 pk (42,6 kW) bij 13.000 tpm    |
| Primaire aandrijving   | tandwielen                        | tandwielen                        | tandwielen                        | tandwielen                        | tandwielen                        |
| Koppeling              | meervoudige droge platenkoppeling | meervoudige droge platenkoppeling | meervoudige droge platenkoppeling | meervoudige droge platenkoppeling | meervoudige droge platenkoppeling |
| Versnellingen          | 6                                 | 6                                 | 6                                 | 5                                 | 8                                 |
| Secundaire aandrijving | ketting                           | ketting                           | ketting                           | ketting                           | ketting                           |
| Rijwielgedeelte        | dubbel wiegframe                  | dubbel wiegframe                  | dubbel wiegframe                  | dubbel wiegframe                  | dubbel wiegframe                  |
| Remmen                 | trommelremmen                     | trommelremmen                     | trommelremmen                     | trommelremmen                     | trommelremmen                     |
| Droog gewicht in kg    | 90                                | onbekend (130 kg rijklaar)        | onbekend                          | onbekend                          | onbekend                          |